# Râul Catalpugul Mare
Râul Catalpugul Mare, întâlnit și sub forma Catlabugul Mare (în rusă Большой Катлабух, în ucraineană Великий Катлабух) este un râu din bazinul Dunării care străbate partea de sud-vest a Regiunii Odesa din Ucraina. 

## Date geografice
Râul Catalpugul Mare are o lungime de 48 km și o suprafață a bazinului de 534 km². El izvorăște din apropiere de satul Traian (Traianu-Nou) (Raionul Bolgrad), curge pe direcția sud, trece apoi pe teritoriul Raionului Ismail și se varsă în Lacul Catalpug, la sud de localitatea Șichirlichitai-Noi. 
În partea superioară străbate o vale din Podișul Podoliei și apoi se varsă printr-un canal în lacul Catalpug, în zona de șes a Câmpiei Dunării. În apropiere de vărsare, colectează apele râului Catalpugul Mic. În sezonul de vară, debitul său scade foarte mult. Apele râului Catalpugul Mare sunt folosite pentru irigații. 
Principalele localități traversate de râul Catalpugul Mare sunt satele Traian (Traianu-Nou), Ciișia, Pandaclia, Băneasa și Șichirlichitai-Noi. 